# Morane-Saulnier M.S.325
M.S.325 là một mẫu máy bay tiêm kích của Pháp, trang bị cho Armée de l'Air, do hãng Morane-Saulnier chế tạo năm 1933.

## Tính năng kỹ chiến thuật (M.S.325)
Dữ liệu lấy từ Flying Review International
Đặc điểm tổng quát
- Kíp lái: 1
- Chiều dài: 8,25 m (27 ft 0,75 in)
- Sải cánh: 11,8 m (38 ft 8,5 in)
- Chiều cao: 3,7 m (12 ft 12⁄3 in)
- Diện tích cánh: 19,73 m² (212,37 ft²)
- Trọng lượng rỗng: 1.354 kg (2.985 lb)
- Trọng lượng có tải: 1.789 kg (3.944 lb)
- Động cơ: 1 × Hispano-Suiza H.S.12 Xbrs kiểu động cơ V-12 làm lạnh bằng chất lỏng, 484,71 kW (650 hp)

 Hiệu suất bay 
- Vận tốc cực đại: 365 km/h (227 mph) trên độ cao 4.500 m (14.765 ft)
- Trần bay: 12.000 m (39.370 ft)

Trang bị vũ khí

- Súng:
- - 2× súng máy Châtellerault 7,7 mm